# Tropidophorus guangxiensis
Tropidophorus guangxiensis là một loài thằn lằn trong họ Scincidae. Loài này được Wen miêu tả khoa học đầu tiên năm 1992.